# Costruzioni Linee Ferroviarie
Costruzioni Linee Ferroviarie S.p.A. è un'azienda italiana nel settore ferroviario operante nella costruzione di linee ferroviarie e metropolitane.
L'attività di C.L.F. inizia nel 1945 come Cooperativa Manutenzioni Ferroviarie e successivamente si fonde con altre cooperative costituendo la C.L.F. - Cooperativa Lavori Ferroviari.
L'azienda è diventata Società per azioni; fino al 2017 era controllata al 60% da Unieco e partecipata al 40% dal gruppo olandese Strukton. A seguito del decreto n. 161-2017 del Ministero dello Sviluppo Economico che ha posto in liquidazione coatta amministrativa la società UNIECO Soc. Coop. e nominato un commissario liquidatore,  la C.L.F. S.p.A. ha continuato l'attività come s.p.a a socio unico, grazie alla volontà del socio olandese Strukton Rail che, fortemente orientato allo sviluppo e all'innovazione, fornisce soluzioni "full service" nel settore delle infrastrutture ferroviarie, dei veicoli ferroviari e dei sistemi di mobilità in genere. Il gruppo CLF è composto dalla capogruppo CLF Spa a s.u. e dalle società controllate o partecipate:
- UNIFERR (Alessandria),
- S.I.F.EL (Spigno Monferrato nella provincia di Alessandria),
- TES (Bologna).Il gruppo CLF opera in Italia e all'estero.

CLF SpA a s. u. e UNIFERR S.r.l. sono specializzate nella progettazione, costruzione, manutenzione e rinnovo delle linee ferroviarie (comprese quelle ad Alta Velocità) e metrotranviarie.
Nel biennio 2001-2002 C.L.F. ha visto un investimento per circa 30 milioni di Euro.
Circa l'80% delle nuove costruzioni sono state realizzate, in Italia, da Clf.

## Tipi di lavorazioni
Lavori di armamento ferroviario, la posa di traversine e binari, rinnovando linee già esistenti o creandone di nuove (ad esempio le nuove linee TAV alta velocità). Risanamento della massicciata del binario mediante risanatrice.

## Macchinari in flotta
- Rincalzatrice ferroviaria
- Risanatrice ferroviaria
- Treno rinnovatore
- Profilatrice ferroviaria
- Sollevatrice idraulica